# Largo da Pólvora
O Largo da Pólvora é uma praça localizada no centro da cidade de São Paulo, no distrito da Liberdade. Atualmente, conta com um jardim ao estilo oriental e três lagos de peixes ornamentais, e é cercado. É delimitado pela Avenida da Liberdade, Rua Tomás Gonzaga e Rua Américo de Campos. 
É ali que está situada a sede da Ordem dos Advogados do Brasil - secção São Paulo, além de hotéis e restaurantes.

## História
Durante o século XVIII, quando a Praça da Liberdade ainda servia como palco para execuções públicas, o local onde hoje está o Largo da Pólvora era um grande armazém de explosivos. Em 1832, a Prefeitura de São Paulo mandou demolir o armazém, e o local onde ele estava situado ficou conhecido como Largo da Pólvora. O nome, no entanto, foi oficializado somente em 1978, por ocasião do septuagésimo aniversário da imigração japonesa no Brasil.